# Takeru Kitazono
Takeru Kitazono, nacido el 21 de octubre de 2002, es un gimnasta japonés. En los Juegos Olímpicos de la Juventud 2018 celebrados en Buenos Aires, Argentina, ganó cinco medallas doradas en las categorías suelo, competencia múltiple, anillas, barras paralelas y barras fijas. Se convirtió en el primer gimnasta artístico en conseguir dicho logro en el torneo juvenil.